# 非核兵器ならびに沖縄米軍基地縮小に関する決議
非核兵器ならびに沖縄米軍基地縮小に関する決議（ひかくへいきならびにおきなわべいぐんきちしゅくしょうにかんするけつぎ）とは、沖縄返還に際して、1971年（昭和46年）11月24日に日本の衆議院で可決した国会決議である。非核三原則決議（ひかくさんげんそくけつぎ）とも呼ばれる。

## 概要
1971年6月に沖縄返還協定が日米政府間で署名されたことをうけ、10月16日から開かれた第67回臨時国会は沖縄返還協定の国会承認について審議対象となったことで、沖縄国会と呼ばれた。
11月17日に与党・自民党は衆議院沖縄返還協定特別委員会で審議を打ち切り、沖縄返還協定案の強行採決を行った。国会正常化のために船田中衆議院議長の斡旋の元で開かれた四党幹事長・書記長会談で自民党幹事長の保利茂は野党の主張を織り込んだ審議記録を残すと説得を重ね、非核三原則と沖縄米軍基地の縮小を確認する「非核兵器ならびに沖繩米軍基地縮小に関する決議案」を衆議院本会議に上程することで民社党と公明党が国会審議に復帰することに同意した。
決議案は衆議院議院運営委員会に諮られずに衆議院議長の職権で本会議議題に追加し、11月24日に決議案は衆議院本会議で採決され、沖縄返還協定とともに可決された。決議案が可決された後に佐藤栄作首相は発言を求めて「非核三原則を遵守することは、私がすでに繰り返し申し述べているところでありますが、本日、本会議における決議の採択にあたり、政府として非核三原則を遵守する旨、あらためて厳粛に声明するものであります」「沖繩における米軍基地の整理縮小につきましては、復帰後すみやかに実現できるよう、現在からこの問題に真剣に取り組む方針であります」と述べた。
本会議決議について議院運営委員会に諮られずに議長職権で本会議議題に追加されたことについて、11月24日の本会議終了後に保利自民党幹事長と船田衆院議長は「変則的な国会運営はやむを得ない措置であり、先例になるべきものではない」旨の談話を発表した。